# Searching for Sugar Man
Searching for Sugar Man (englisch für ‚Auf der Suche nach Sugar Man‘) ist ein schwedisch-britischer Dokumentarfilm von Regisseur Malik Bendjelloul aus dem Jahr 2012, der die Suche zweier südafrikanischer Musikfans nach dem Musiker Sixto Rodriguez schildert. Bei der Oscarverleihung 2013 wurde der Film als bester Dokumentarfilm ausgezeichnet.

## Inhalt
Der Film dokumentiert die Suche der beiden Südafrikaner Stephen „Sugar“ Segerman und Craig Bartholomew Strydom nach dem amerikanischen Musiker Sixto Rodriguez. Dieser hatte 1970 und 1971 in den Vereinigten Staaten zwei Platten veröffentlicht, die in Südafrika bald außerordentlich populär wurden, darunter auch der namengebende Song Sugar Man.
Aufgrund der damaligen Apartheid-Politik war das Land international isoliert, so dass es kaum möglich war, Informationen über den Künstler zu bekommen, einen Sohn mexikanischer Einwanderer. Infolgedessen kam es mit der Zeit zur Legendenbildung; zum Beispiel kursierte das Gerücht, dass sich Rodriguez auf offener Bühne erschossen habe. Er selbst erfuhr nichts von seinem Ruhm, da die Plattenfirma, die seinen Vertrag 1971 gekündigt hatte, ihm den Erfolg verschwieg.
Da sich eine seiner Töchter bei einer Internetseite zur Suche nach Rodriguez meldete, konnte ein Kontakt zwischen den Südafrikanern und dem Musiker in seiner Heimat Detroit arrangiert werden. Es folgte eine Reise des Musikers nach Südafrika, wo er eine Reihe von bejubelten Konzerten gab, die allesamt ausverkauft waren.

## Veröffentlichung
Searching for Sugar Man war der Eröffnungsfilm des Sundance Film Festivals im Januar 2012,  wo er den Sonderpreis der Jury und den Publikumspreis für den besten internationalen Dokumentarfilm gewann. Es wurde am 26. Juli 2012 im Vereinigten Königreich veröffentlicht und hatte am folgenden Tag eine limitierte Veröffentlichung (New York und Los Angeles) in den Vereinigten Staaten. In Deutschland kam er am 27. Dezember 2012 in die Kinos.
Searching for Sugar Man schnitt während des Kinostarts gut ab und spielte an den US-Kinokassen 3.696.196 US-Dollar ein (81. Platz aller US-Dokumentationen auf Box Office Mojo).

## Rezeption
Searching for Sugar Man erhielt ein gutes Presseecho, was sich auch in den Auswertungen US-amerikanischer Aggregatoren widerspiegelt. So erfasst Rotten Tomatoes fast ausschließlich positive Besprechungen und ordnet den Film dementsprechend als „Zertifiziert Frisch“ ein. Laut Metacritic fallen die Bewertungen im Mittel „Grundsätzlich Wohlwollend“ aus.
Der deutsche Filmkritiker Hans-Ulrich Pönack vergab an den Film seine Höchstwertung 5 Pönis (= „einsame Spitze“):

„Was für ein Kraftfeld, was für ein Kraftmagnet von tollem, inspirierendem, detektivischem Porträt-Kino! Mit urigem ‚Thriller‘-Geschmack. Und einer stimmungsvollen Entdeckungs-/Entdeckermusikalität.“

„Den spannenden Fragen, wieso er in einer Parallelwelt ein Star war, ohne es zu wissen, wo seine Millionen versackten und warum er für tot gehalten wurde, geht der Film Searching For Sugar Man nach. Er bietet außerdem bewegende Bilder von den ersten Südafrika-Konzerten des Totgeglaubten vor einigen Jahren. Letztlich ist der Film ein schönes Pop-Märchen mit Songs, die weltweit Klassiker sein könnten.“

„Der amerikanische Sänger und Songwriter Sixto Rodriguez nahm Anfang der Siebzigerjahre zwei Folk-Platten auf, die zum besten gehören, was in der Popmusik je geschaffen wurden. Leider bemerkte es niemand. […] Jetzt hat Dokumentarfilmer Malik Bendjelloul die unglaubliche, abenteuerliche, herzzerreißende Geschichte dieses Mannes und seiner Musik erzählt. Was für ein Glück!“

„Dokumentarfilme wie Searching for Sugarman […] erzählen von der Wiederentdeckung verschollener Künstler. Doch die Zuschauer bekommen dabei oft nur die halbe Wahrheit zu sehen. […] Das Märchen von dem ahnungslosen Musiker fällt komplett in sich zusammen, wenn man endlich versteht, dass Rodriguez nicht ahnungslos durchs Leben gelaufen ist, sondern durchaus schon sehr früh wusste, dass man seine Musik außerhalb der USA kannte und schätzte. Das passierte in den 70er-Jahren in Australien. Rodriguez flog hin und hatte Riesenerfolg bei Konzerten. Das lässt der Film einfach weg, zu Gunsten der rührenden Südafrika-Geschichte, die bereits in den 90er-Jahren eigentlich auserzählt war, als Sixto Rodriguez nach Südafrika flog und dort Konzerte gab. Aber noch wichtiger ist dieser Punkt, an dem der Regisseur fünf gerade sein lässt: ‚Ich habe nicht versucht, die Tantiemen-Frage aufzuklären. Denn die Geschichte dreht sich wirklich nicht um Geld‘, sagte Malik Bendjelloul vor zwei Jahren in einem Interview. […] Der Film sucht nicht wirklich nach Sugarman, wie er vorgibt, sondern nach ein paar zuckersüßen Emotionen.“

Des Weiteren wurde der Film bei den folgenden Auszeichnungen berücksichtigt:
- 2012: Sundance Film Festival/Publikumspreis – Bester ausländischer Dokumentarfilm,[2] World Cinema Documentary Special Jury Prize for its Celebration of the Artistic Spirit[13]
- 2013: Oscar in der Kategorie Bester Dokumentarfilm
- 2013: BAFTA Award in der Kategorie Bester Dokumentarfilm[14]
- 2013: Guldbagge, Bester Dokumentarfilm[15]